# تلمبه یدالله تاجیک ریحان‌آباد
تلمبه یدالله تاجیک ریحان‌آباد، روستایی در دهستان گلاشکرد بخش مرکزی شهرستان فاریاب در استان کرمان ایران است.

## جمعیت
بر پایه سرشماری عمومی نفوس و مسکن در سال ۱۳۹۵، جمعیت این روستا برابر با ۱۴۱ نفر (۴۱ خانوار) بوده‌است.